# Figlie di San Francesco serafico
Le Figlie di San Francesco Serafico (in polacco Zgromadzenie Córek Świętego Franciszka Serafickiego) sono un istituto religioso femminile di diritto pontificio: le suore di questa congregazione pospongono al loro nome la sigla C.F.S.F.

## Storia
La congregazione fu fondata a dal sacerdote Antoni Rewera che, il 4 ottobre 1928, riunì a Sandomierz una comunità tre terziarie francescane.
Le suore aumentarono presto di numero ma, con lo scoppio della seconda guerra mondiale, furono costrette a disperdersi: nel 1942 morirono sia il fondatore, prigioniero a Dachau, che la superiora. Terminato il conflitto, le suore ripresero la vita comunitaria a Sandomierz e, nel 1957, iniziarono a diffondersi in molte parrocchie della diocesi.
Jan Kanty Lorek, vescovo di Sandomierz, il 3 ottobre 1959 eresse canonicamente la congregazione; l'istituto è aggregato all'ordine dei frati minori dal 12 marzo 1960.

## Attività e diffusione
Le suore hanno come finalità l'aiuto ai sacerdoti nella pastorale parrocchiale.
Oltre che in Polonia, le religiose sono presenti in Italia; la sede generalizia è a Sandomierz.
Alla fine del 2008 la congregazione contava 87 religiose in 17 case.